# Дубоссарский судебный процесс
Дубосса́рский суде́бный проце́сс — один из советских послевоенных судебных процессов в отношении руководства оккупационной администрации Дубоссар, обвиняемых в уничтожении Дубоссарского гетто, в выдаче германо-румынским властям местных коммунистов и в иных преступлениях. Перед судом представили 11 чиновников и полицейских Дубоссар. В результате процесса примар Дубоссар А. И. Деменчук был расстрелян, а остальные подсудимые приговорены к лишению свободы.

## Название процесса
В официальных документах процесс назван дело № 1103.

## Предыстория

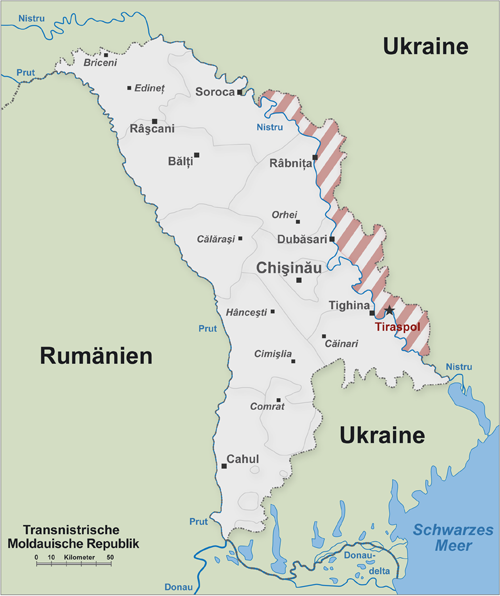
Дубоссары на карте губернаторства Транснистрия (в 1941—1944 годах под румынским временным управлением)

Дубоссары были оккупированы румынско-немецкими войсками 24 июля 1941 года. 26 июля 1941 года вся территория Молдавской ССР была полностью оккупирована немецко-румынскими войсками.
Дубоссары, как и вся территория между Днестром и Южным Бугом (Транснистрия), были фактически включены в состав «Великой Румынии». Над Транснистрией, согласно «Бендерскому договору», формально осуществлялась временная румынская администрация.
Период оккупации продолжался около 3-х лет. В марте — апреле 1944 года в результате нескольких (Уманско-Ботошанской и Проскуро-Черновицкой) район Дубоссар был освобожден.
За период оккупации в Дубоссарах были совершены массовые убийства гражданского населения. Порядок организации массовых убийств был обычным для территории, занятой румынами.
Румынские военные или жандармы, занимая какое-нибудь село, назначали примаря (главу), а иногда также его заместителя. Первым поручением примарям было — собрать всех евреев в определенном месте (обычно в клубе или школе) и держать их там взаперти до получения дальнейших распоряжений. Через день-два примарь и его заместитель получали приказ организовать рытье могил и конвоирование евреев к месту казни. После казни примарь и его заместители должны были организовать похороны тел убитых.
Для выполнения поручений примарь был обязан быстро набрать себе команду помощников. Эти помощники обычно были обязаны выполнять следующие функции:
- Надзор за местными жителями;
- Арест советских парашютистов и партизан;
- Задержание подозрительных лиц;
- Принуждение односельчан к трудовой повинности — ремонту и строительству дорог и общественных зданий.

Жалованье помощников примаря было незначительным, но они пользовались льготами — например, меньше исполняли трудовую повинность. Кроме того, участники казней получали имущество казненных. В частности, евреев раздевали перед казнью и их одежда шла тем, кто участвовал в расстрелах.
Примарем Дубоссар был назначен Александр Деменчук, а созданную из добровольцев местную полицию возглавил Иван Витез.
В конце августа 1941 года в Дубоссары прибыл немецкий карательный отряд численностью 25 человек под командованием фельдфебеля Вальтера Келлера, который хорошо говорил по-русски. В Дубоссарах разместились две воинские команды — румынскую и немецкую.
В первые недели оккупации начались казни местных коммунистов. Так, по доносу примаря Коржево X. Студинского 1 сентября 1941 года были расстреляны 5 коммунистов: Д. С. Дорофеев (председатель колхоза «13 лет Октября»), И. М. Баркарь, Х. М. Завтур и М. Е. Писаренко.
Одновременно по приказу Келлера было создано гетто на двух улицах окраины Дубоссар — улицы Кирова и 25 Октября. Гетто охраняли румынские жандармы и местные полицейские. В начале сентября Келлер приказал Деменчуку вырыть на восточной окраине Дубоссар ямы: 16 метров в длину, 4 метра в ширину и 4 метра в глубину. Работы выполнили согнанные жители (до 300 человек) окрестных сел, которым сказали, что ямы нужны для хранения картофеля.
Первая партия евреев (2,5 тысячи человек) была казнена 12 сентября 1941 года. Их привели румынские жандармы партиями по 100 и 200 человек. Казнь осуществили эсэсовцы. Примарь Деменчук так описывал казнь в своих показаниях:

Утром 12 сентября 1941 г. 2500 человек были доставлены во двор табачной фабрики. Мужчины были отделены от женщин и детей, после чего их по 30 человек направляли к ямам, где они раздевались — становились на колени, и в упор из винтовок их расстреливали. Закончив расстрел мужчин, карательный отряд приступал к расстрелу женщин и детей. Дети становились рядом у могил. Грудных детей матери должны были держать на вытянутой руке…
После казни полицейские и жандармы во главе с Поляковым и Витезом при помощи примарей окрестных сел сбросили в ямы тела казненных (некоторых бросили живыми). Уничтожение евреев заняло 16 дней, причем были уничтожены присланные в Дубоссарское гетто и лагерь евреи из Котовска, Красных Окон, Оргеева, Григориополя, Тирасполя и других мест. Вещи убитых были частично переданы полицейским, а частично собраны в помещении старой больницы, где горожане могли их получить в обмен на продукты питания, шерсть и шкуры. Расстрелы также проходили в районе старой больницы, в овраге за нефтебазой и во многих селах Дубоссарского района. Расстрелами руководили комендант Келлер, начальник городской полиции Боженеску и начальник узловой жандармерией Дмитреску.

## Подготовка процесса
Сразу после освобождения в Молдавской ССР и бывшей Транснистрии работали комиссии в составе ЧГК. Они в специальных актах документировали преступления оккупантов и коллаборационистов.
Подозреваемые в уничтожении Дубоссарского гетто были названы местными жителями советским властям в день освобождения Дубоссар. Первичную работу провели органы СМЕРШ. Военный прокурор войск НКВД Молдавской ССР майор юстиции М. Л. Коваленко докладывал в недатированном спецдонесении (составленном после 5 мая 1944 года) главному военному прокурору Красной Армии В. И. Носову:

Доношу, что 14 апреля 1944 году, в день вступления Красной Армии в г. Дубоссары Молдавской ССР, куда первой вошла 213 Ново-Украинская СД, органами контрразведки «Смерш» указанной дивизии было получено от местных жителей заявление о чудовищных злодеяниях по уничтожению евреев, а также указывались в заявлении лица, принимающие участие в этих злодеяниях и, что эти лица на момент вступления Красной Армии находятся на месте. Получив такое заявление органами охр. «Смерш» было произведено предварительное следствие и по санкции ВП были арестованы следующие лица, принимающие участие в массовом уничтожении евреев немецким карательным отрядом…
Далее Коваленко назвал 11 фамилий арестованных, начиная с примаря Деменчука, причем в ряде случаев фамилии были указаны с орфографическими ошибками. В спецдонесении Коваленко описывалась их деятельность по содействию в уничтожении Дубоссарского гетто: охрана конвоируемых евреев, присвоение вещей убитых, сбрасывание раненых в расстрельные ямы. Двум арестованным — Ветезу и Студзинскому — были предъявлены также иные обвинения. Ветез «организовал массовые облавы на поимки евреев, партизан и советский актив», «проявлял особую инициативу в деле борьбы с партизанами». Студзинский также обвинялся (с указанием на показания свидетеля) в выдаче на расстрел 4-х коммунистов. Коваленко сообщал, что допрошены свидетели (их показания были процитированы) и обвиняемые (в частности, Деменчук был допрошен 5 мая 1944 года).
Следствие велось в период, когда боевые действия шли около Дубоссар. Коваленко указывал, что провести эксгумацию трупов на месте захоронения евреев из Дубоссарского гетто невозможно из-за продолжающихся боев:

Следствие по данному делу в стадии окончания, я непосредственно руковожу следствием. Правительством Молдавии выделена специальная комиссия, однако, ещё не может приступить к работе, в частности, к фотографированию трупов по тем обстоятельствам, что могилы, где похоронены расстрелянные евреи, находятся под ураганным огнем противника, так как расстреляны на расстоянии 450—420 метров от войск противника.
12 июля 1944 года народный комиссар государственной безопасности Молдавской ССР Иосиф Мордовец утвердил обвинительное заключение в отношении 10 советских коллаборационистов (дело № 1103), причастных к уничтожению Дубоссарского гетто. Все они вину признали и их деяния были квалифицированы по Указу Президиума Верховного совета СССР от 12 апреля 1943 года. Всех их арестовали в апреле 1944 года.
Тем не менее, обвиняемых судить в 1944 году не стали, а следственные действия продолжились. 31 марта 1945 года датирован акт районной комиссии, согласно которому в период с 12 по 28 сентября 1941 года на восточной окраине города у заранее вырытых ям было расстреляно «от 6000 до 8000 мирных советских граждан, среди них много женщин, детей и стариков». В акте было указано, что комиссия считает виновными в расстреле неустановленного капитана гестапо и коменданта В. Келлера. В акте от 22 марта 1945 года были зафиксированы другие преступления Деменчука — он вместе с полицейскими расстрелял накануне освобождения Дубоссар в апреле 1944 года ряд советских граждан.

## Подсудимые Дубоссарского процесса
На Дубоссарском процессе обвиняемыми были:
- Деменчук Александр Исидорович, 1899 года рождения, уроженец Дубоссар, украинец, бывший примарь Дубоссар, член ВКП(б) в 1917—1925 годах «выбыл механически»;
- Консевич-Немировский Федосий Федорович, 1907 года рождения, уроженец Дубоссар, украинец, заместитель примаря Дубоссар, член ВКП(б) в 1937—1941 годах, «партийный билет уничтожил при занятии немцами г. Дубоссар»
- Ветез Иван Михайлович, 1870 года рождения, уроженец Неаполя, итальянец, гражданин СССР, начальник полиции Дубоссар;
- Поляков Иван Димитриевич, 1893 года рождения, уроженец Ольшанки, украинец, инженер примарии Дубоссар;
- Грекул Иосиф Степанович, 1883 года рождения, уроженец Дубоссар, украинец, примарь села Лунга;
- Дубинин Ефим Михайлович, 1899 года рождения, уроженец Дубоссар, русский, полицейский Дубоссар;
- Черниченко Иван Андреевич, 1911 года рождения, уроженец села Гробово (Западная Украина), украинец, полицейский Дубоссар;
- Шпак Сергей Алексеевич, 1911 года рождения, уроженец Дубоссар, русский, полицейский Дубоссар;
- Иорданов Иван Андреевич, 1912 года рождения, уроженец Дубоссарского района, русский, полицейский Дубоссар;
- Студзинский Харитон Антонович, 1897 года рождения, молдаванин, уроженец Дубоссарского района, примарь села Коржево, в 1933 году за саботаж осужден на 3 года исправительно-трудовых лагерей.

Все подсудимые были гражданами СССР, большинство на 1941 год было старше 40 лет. Только двое подсудимых — Деменчук и Консевич-Немировский — были членами ВКП(б). Большинство были уроженцами Дубоссар или Дубоссарского района. Репрессирован в советский период был только один подсудимый. Национальный состав был пестрым: итальянец, молдаванин, трое русских, пять украинцев.

## Предъявленные обвинения и защита подсудимых

### Правовая квалификация деяний подсудимых
Всех обвиняемых судили по статье 1 Указа Президиума Верховного совета СССР от 19 апреля 1943 года.

### Линия защиты и адвокаты подсудимых
Все подсудимые признали вину.

## Приговор и его исполнение
Всего судили 11 человек. Дело рассматривала Военная коллегия Верховного суда Молдавской ССР, которая приговорила 3-х подсудимых (Деменчука, Витеза и Концевича) к расстрелу, а остальных подсудимых к различным срокам заключения. Процесс прошел в мае 1945 года. Фактически был расстрелян только Деменчук. Осужденный полицейский Сергей Шпак отсидел 12 лет из назначенных ему судом 15 лет, получил амнистию, вернулся домой, работал на предприятии Дубоссар и прожил долгую жизнь — в 1990-е годы 85-летний Шпак отказался давать какие-либо комментарии А. М. Москалевой (Векслер), которая написала документальную повесть об уничтожении Дубоссарского гетто.

## Последующие процессы
В 1947 году военные преступления, совершенные в том числе на территории Дубоссар, были рассмотрены на Кишинёвском судебном процессе. Коменданта Дубоссар Вальтера Келлера много позже арестовали и на его опознание в Москву приезжала группа молдавских свидетелей. 24 февраля 1954 года в Архангельске на закрытом судебном процессе Военный трибунал Беломорского военного округа приговорил 4 советских немцев (Х.И. Шнайдта, В.Х. Штоца, Р.Я. Наймиллера и Р.И. Шнейдера), которые в качестве полицейских участвовали в расстреле в районе Дубоссар, а также обвинялись в иных преступлениях, к 25 годам лишения свободы, к 5 годам поражения в правах и к конфискации имущества каждого.

## Доступ к материалам Дубоссарского процесса
На сайте федерального архивного проекта «Преступления нацистов и их пособников против мирного населения СССР в годы Великой Отечественной войны 1941—1945 гг.» по состоянию на апрель 2022 года размещены некоторые материалы Дубоссарского процесса: две копии спецдонесения Коваленко и обвинительное заключение 1944 года.